# 沙尼亚
沙尼亚（法語：Chaniat，法語發音：[ʃanja]）是法国上卢瓦尔省的一个市镇，属于布里尤德区。

## 地理
沙尼亚（45°18'59"N, 3°29'5"E）面积13.93 平方千米，位于法国奥弗涅-罗讷-阿尔卑斯大区上盧瓦爾省，该省份为法国中南部省份，北起多姆山省和卢瓦尔省，西接康塔爾省，南至洛泽尔省，东临阿尔代什省。
与沙尼亚接壤的市镇（或旧市镇、城区）包括：阿尼亚、旧尚帕尼亚克、丰塔讷、雅沃格、拉莫特、拉沃迪约、杜隆河畔圣迪迪耶。

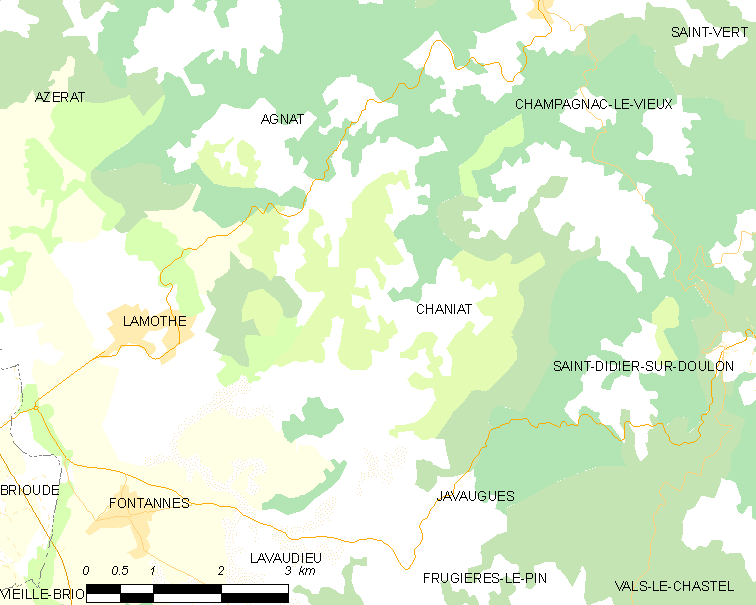
沙尼亚的OSM定位图

沙尼亚的时区为UTC+01:00、UTC+02:00（夏令时）。

## 行政
沙尼亚的邮政编码为43100，INSEE市镇编码为43055。

## 政治
沙尼亚所属的省级选区为布里尤德县。

## 人口

1962-2008年间沙尼亚人口变化图示

沙尼亚于2022年1月1日时的人口数量为164人。